# Pachora
Pachora é uma cidade  no distrito de Jalgaon, no estado indiano de Maharashtra.

## Geografia
Pachora está localizada a 20° 40′ N, 75° 21′ L. Tem uma altitude média de 261 metros (856 pés).

## Demografia
Segundo o censo de 2001, Pachora tinha uma população de 45,347 habitantes. Os indivíduos do sexo masculino constituem 52% da população e os do sexo feminino 48%. Pachora tem uma taxa de literacia de 69%, superior à média nacional de 59.5%: a literacia no sexo masculino é de 76% e no sexo feminino é de 61%. Em Pachora, 13% da população está abaixo dos 6 anos de idade.